# Qingfeng
Der Kreis Qingfeng (清丰县,  Qīngfēng Xiàn) ist ein Kreis in der chinesischen Provinz Henan. Er gehört zum Verwaltungsgebiet der bezirksfreien Stadt Puyang. Er hat eine Fläche von 828 km² und zählt 631.700 Einwohner (Stand: Ende 2018).